# Будберг-Беннингаузен, Роман
Барон Роман (Рейнгольд) фон Будберг-Беннингхаузен (11 февраля 1816, близ Ревеля, Эстляндская губерния Российской империи — 9 февраля 1858, там же) — немецкоязычный поэт, прозаик и переводчик.

## Биография
Из прибалтийских немцев. Сын артиллерийского поручика Карла Васильевича Будберга (Karl Leonhard von Budberg, 1775 −1837). Образование получил в Дерптском университете. Во время учёбы примыкал к группе литераторов-вольнодумцев. Позднее встречался с М. А. Бакуниным, И. С. Тургеневым. Позже переехал в Германию. С 1840 года прожил несколько лет в Берлине, где был членом основанного Сафиром воскресного кружка, под названием «Tunnel über der Spree», позже возвратился на родину.
Возвратившись в Россию, Будберг читал в Ревеле в 1844 и 1845 гг. лекции о характере и направлении современных ему немецких поэтов; затем, поступил на службу чиновником особых поручений при эстляндском губернаторе, а потом был избран нотариусом эстляндского дворянства. К 50-летнему юбилею дерптского университета написал студенческую песню: «Bursche heraus».
В 1840 году Р. Будберг-Беннингхаузен начал работу над переводом «Мцыри» Лермонтова. Этот первый немецкий перевод поэмы был издан в 1842 году со стихотворением, посвящением Икскулю (датировано декабрём 1841), в котором выражается скорбь по поводу гибели Лермонтова. В сборнике стихов Р. Будберга-Беннингхаузена («Gedichte», 1842) были помещены и переводы из Лермонтова — «Три пальмы», «Дары Терека» и др.
Переводы Р. Будберга-Беннингхаузена в целом близки к подлиннику, хотя не всегда передают его форму. Он продолжил начатый К. А. Фарнхагеном фон Энзе перевод «Героя нашего времени», опубликовал главы «Тамань», «Княжна Мери» и «Фаталист», а также «Журнал Печорина» под общим заглавием «С Кавказа. Очерки Лермонтова»
Умер в своём имении в Эстляндии.